# WxDev-C++
wxDev-C++ является развитием проекта Dev-C++, но также содержит дизайнер форм для библиотеки разработки wxWidgets. WxDev-C++ включает все свойства Dev-C++, а также новейшую версию wxWidgets, необходимую дизайнеру форм для среды быстрой разработки приложений (rapid application development — RAD).